# Tamela Mann

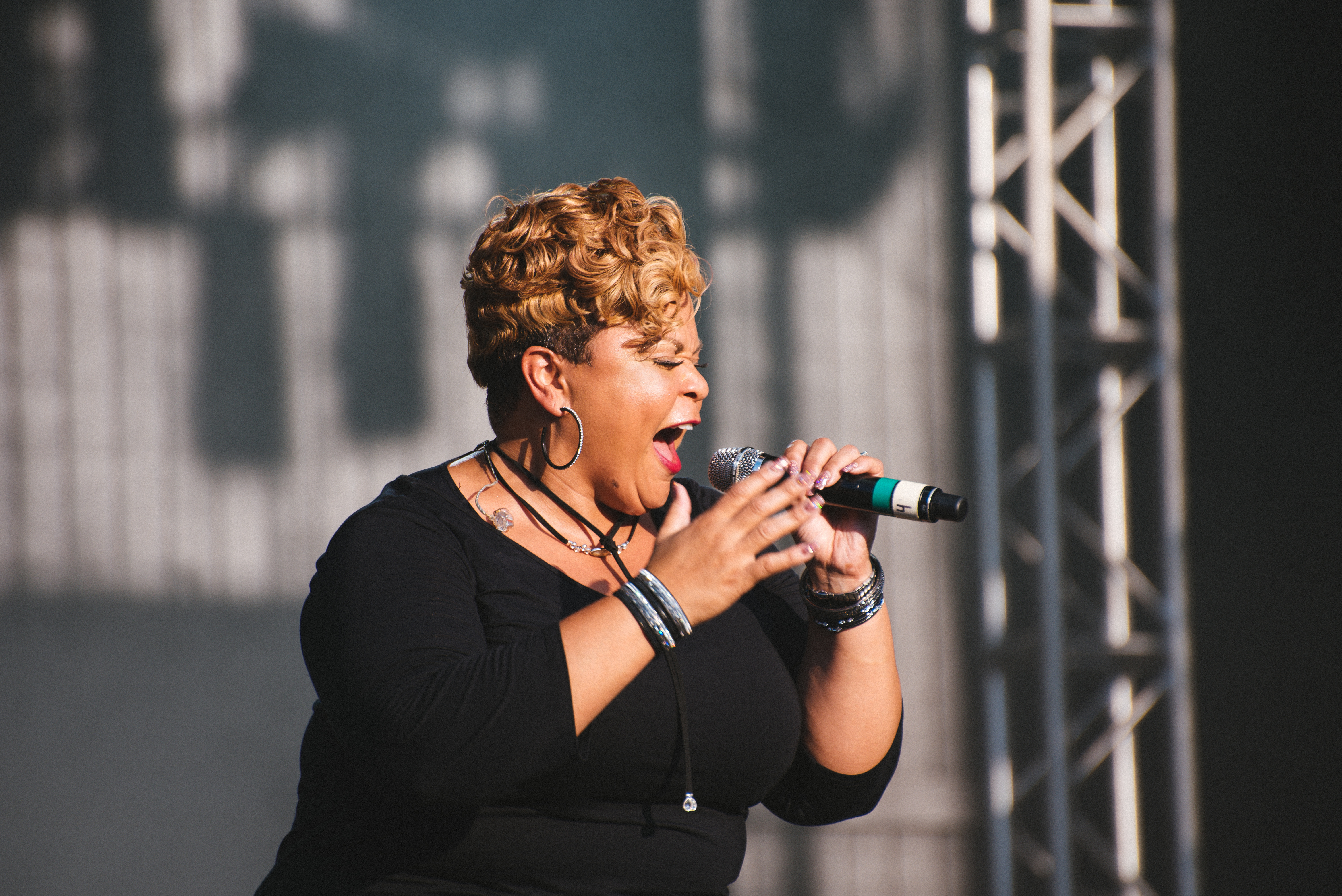
Tamela Mann

Tamela J. Mann (* 9. Juni 1966 in Fort Worth, Texas) ist eine US-amerikanische Schauspielerin und Gospelsängerin.

## Leben
Der Vater von Tamela Mann war Solosänger im Kirchenchor, sie selbst wuchs mit dem Kirchengesang auf und war selbst als Chormitglied und Solosängerin aktiv. In den 1990er Jahren war sie Mitglied der Gospelgruppe Kirk Franklin & the Family.
Als Schauspielerin war sie zuerst auf der Bühne, später auch in Film und Fernsehen aktiv. Sie ist mit dem Schauspieler David Mann verheiratet, mit dem sie in vielen Rollen auch gemeinsam spielte.
Mitte der 2000er verstärkte sie wieder ihre musikalischen Aktivitäten und 2005 brachte sie ihr erstes Album Gotta Keep Movin'  heraus. Auf Anhieb erreichte sie damit Platz 3 in den Gospel-Charts. Ihr zweites Studioalbum The Master Plan erschien 2009. Es integrierte auch R&B-Elemente und brachte es unter die Top 100 der offiziellen Verkaufscharts sowie auf Platz 2 der Gospelcharts.

## Diskografie
Alben
- 2005: Gotta Keep Movin’
- 2007: The Live Experience (Livealbum)
- 2009: The Master Plan
- 2012: Best Days
- 2016: One Way

Singles
- 2006: Speak Lord
- 2009: The Master Plan
- 2010: Joy of the Lord
- 2010: Step Aside
- 2012: Take Me to the King (US: ×2Doppelplatin )